# 小笠原早紀
小笠原 早紀（おがさわら さき、3月29日 - ）は、日本の女性声優。青森県南部町出身。賢プロダクション所属。

## 略歴
スクールデュオ12期生。
専門学校東京アナウンス学院卒業。その後、第一回声優アワード新人発掘オーディションに合格し、声優キャリアを開始した。以前はエーエス企画に所属していたが、2012年4月より賢プロダクション所属となる。
2019年5月20日、早期舌がんの治療に専念するために一時休業を発表。同年9月9日に病状の回復と復帰を発表した。
2020年1月6日、入籍したことを自身のTwitterおよび所属する賢プロダクションの公式サイトにて発表した。

### がんによる休業と休業中の対応
2019年3月に舌に出来た口内炎が治らない事に異変を感じ、検査を受けた結果4月上旬にステージ1の舌がんである事が判明。しかし、4月27・28日に『アイドルマスター ミリオンライブ!』の6thライブツアー『UNI-ON@IR!!!! Angel STATION』を控えていたこともあり、事務所・ライブ主宰者・主治医と相談の上、経過観察や経口服用する抗がん剤の使用で入院を延長する事でライブに出演し、5月20日に入院・休業する事となった。

入院翌日に手術を行い、舌の左脇を長さ６センチほど切除。滑舌のリハビリと放射線治療を受けながら、9月9日に回復と復帰を発表した。

出演予定だった舞台『シャークエンド』のマリーナ役・メリッサ役は代役を立てずにそのキャラクターが登場しないように脚本を改めるという対応をとった。
ゲーム『アイドルマスター ミリオンライブ! シアターデイズ』では小笠原演じる野々原茜が登場する期間限定イベントが開催予定であったが、これは開催時期を調整することでキャラクターを変更をせずに開催されると発表された。その後、復帰後の2020年4月にイベントは開催された。

## 人物
特技・趣味は南部弁、料理、猫と遊ぶこと。動物や可愛いものが大好きで、ペットとして猫5匹とうさぎ1羽を飼っている。
ネット小説を読むことにハマったり、趣味でバイオリンを習っている。
声質は高めで、子供役や少女役を得意としている。

## 出演
太字はメインキャラクター。

### テレビアニメ
2009年
- 東京マグニチュード8.0

2011年
- 神様のメモ帳（メオ）
- 世界一初恋2（電話案内）

2012年
- 人類は衰退しました（妖精さん）
- 黄昏乙女×アムネジア（河東真奈子、女子生徒）

2013年
- げんしけん 二代目（重田三奈）

2014年
- ウィザード・バリスターズ 弁魔士セシル（コッキィ）
- Wake Up, Girls!（2014年 - 2017年、風山唯 / 男鹿なまはげーず） - 2シリーズ
- デート・ア・ライブ シリーズ（2014年 - 2024年、ミルドレッド・F・藤村、ウィザード） - 2シリーズ
- パックワールド（女の子ゴーストB）
- 魔法科高校の劣等生（2014年 - 2024年、中条あずさ） - 3シリーズ

2015年
- SHOW BY ROCK!!（2015年 - 2016年、コリエンテ） - 2シリーズ

2016年
- リルリルフェアリル （2016年 - 2018年、きらら、レディ、ダリア、きんぎょ先生 他） - 3シリーズ

2017年
- 僕のヒーローアカデミア（2017年 - 2024年、拳藤一佳） - 6シリーズ
- DIVE!!（沖津美波）
- 6HP/シックスハートプリンセス（信ちゃん）

2021年
- 魔法科高校の優等生（中条あずさ）

2023年
- アイドルマスター ミリオンライブ!（野々原茜）

2025年
- 中禅寺先生物怪講義録 先生が謎を解いてしまうから。（蓑田静江）

### 劇場アニメ
- 劇場版デート・ア・ライブ 万由里ジャッジメント（2015年、ミルドレッド・F・藤村）
- ガールズ&パンツァー 劇場版（2015年、ニーナ）

### OVA
- 乙女はお姉さまに恋してる 2人のエルダー THE ANIMATION（2012年、女子生徒）
- ガールズ&パンツァー BD / DVD 映像特典OVA（2013年、ニーナ）
- アリスインデッドリースクール（2021年、黄市恵美[23]）
- ガールズ&パンツァー 最終章（2021年、ニーナ[24]）

### Webアニメ
- SSガール（2008年、ミミ[25]）※FLASHアニメ
- マスター・オブ・トルク（2015年 - 2016年、鳥見楓花）

### ゲーム
2008年
- おしゃれに恋して2〜おしゃれプリンセス（アイ）
- 怒首領蜂 大復活（ぱふぇ☆）
- ファンタシースターZERO

2009年
- スペースインベーダーエクストリーム2

2010年
- エンド オブ エタニティ

2011年
- キャバリング 〜帝王の謎〜（かなた）

2012年
- 倭人異聞録 〜あさき、ゆめみし〜（天虎）

2013年
- アイコレ〜with you〜（甘味ゆき）
- アイドルマスター ミリオンライブ!（2013年 - 2017年、野々原茜）
- 星霜のアマゾネス（オメガ）
- ダンジョントラベラーズ2 王立図書館とマモノの封印（エルトリシア・ヴィトール・ド・リッツエヴァン）
- 笑ッテ★ラテアート（店員、お客さん）

2014年
- ガールズ&パンツァー 戦車道、極めます!（ニーナ）
- かんぱに☆ガールズ（ジェスタ・マーリ、ドリスレーン、他）
- 相州戦神館學園 八命陣 天之刻（伊藤野枝）
- 闘神都市（クレリア）
- 魔法科高校の劣等生 Out Of Order / LOST ZERO（中条あずさ） - 2作品

2015年
- 影牢〜トラップ ガールズ〜（ニコ・エレメンタル）
- 車なごコレクション（ステップワゴン）
- モンスター娘のいる日常オンライン（ビスク、シーレー、ピース、ファンロン、ショコラ）

2016年
- グランドサマナーズ（リーゼ）
- 誰ガ為のアルケミスト（アンネリローゼ）
- フィギュアヘッズ (パウラ）
- メダロット ガールズミッション（谷川みずほ）

2017年
- ダンジョントラベラーズ2-2 闇堕ちの乙女とはじまりの書（エルトリシア・ヴィトール・ド・リッツエヴァン）
- アイドルマスター ミリオンライブ! シアターデイズ（2017年 - 2024年、野々原茜）
- パシャ★モン（ナナミ）

2018年
- ガールズ&パンツァー ドリームタンクマッチ（ニーナ）
- SHOW BY ROCK!!（コリエンテ）

2021年
- SHOW BY ROCK!! Fes A Live（コリエンテ）
- 僕のヒーローアカデミア ULTRA IMPACT（拳藤一佳）
- アイドルマスター ポップリンクス（野々原茜）

2023年
- 僕のヒーローアカデミア ULTRA RUMBLE（拳藤一佳）

### ドラマCD
- クラスメイト...（2009年、女生徒）
- 元気あげたいっっ!〜Be☆Yell〜（2009年）
- 聖剣と魔竜の世界（2013年、燁澄＝ハーネス[46]）
- アイドルマスター ミリオンライブ！ シリーズ（2015年 - 、野々原茜）

### 吹き替え
- アドベンチャー・タイム

### パチンコ・パチスロ
- ぱちんこCRクラブムーン
- Pフィーバー アイドルマスター ミリオンライブ!（2021年、野々原茜[47]）
- パチスロ アイドルマスター ミリオンライブ!（2021年、野々原茜[48]）

### ラジオ
※はインターネット配信。
- トークひぽぽたます（FM世田谷）アシスタント
- まるきどすえわらじお（2014年 - 2015年、YouTube※）
- 小笠原早紀のにゃんでもないラジオ（2021年 - 、stand.fm※）

### 映像商品
- THE IDOLM@STER MILLION LIVE! 3rdLIVE TOUR BELIEVE MY DRE@M!! LIVE Blu-ray 04@OSAKA【DAY2】（2016年）[49]
- THE IDOLM@STER MILLION LIVE! 4thLIVE TH@NK YOU for SMILE! LIVE Blu-ray（2018年）[50][51]
- THE IDOLM@STER 765 MILLIONSTARS HOTCHPOTCH FESTIV@L!! LIVE Blu-ray[52]
- THE IDOLM@STER MILLION LIVE! 5thLIVE BRAND NEW PERFORM@NCE!!! LIVE Blu-ray（2019年）[53]
- THE IDOLM@STER MILLION LIVE! 6thLIVE TOUR UNI-ON@IR!!!! LIVE Blu-ray Angel STATION @SENDAI（2020年）[54]
- THE IDOLM@STER MILLION LIVE! 6thLIVE TOUR UNI-ON@IR!!!! SPECIAL LIVE Blu-ray（2020年）[55]
- THE IDOLM@STER MILLION LIVE! 7thLIVE Q@MP FLYER!!! Reburn LIVE Blu-ray DAY1（2022年）[56][57][58]
- THE IDOLM＠STER MILLION LIVE! 8thLIVE Twelw@ve LIVE Blu-ray DAY2（2022年）[59][60]
- THE IDOLM@STER MILLION LIVE! 9thLIVE ChoruSp@rkle!! LIVE Blu-ray DAY2（2024年）[61][62]

### 舞台
- オリジナル朗読劇「お化けなんて全然怖くない。」[63]（2018年11月1日 - 4日、築地ブディストホール）※長久友紀とWキャスト[64]
- JPR BUFFプロデュース「Wells -魔女と夜明けの星-」（2019年12月21日 - 29日、新宿村LIVE）

### テレビ番組
- 生きるを伝える（2023年5月20日、テレビ東京）

### 音声作品
- 『SisterDays―――あにを癒すのはいもうとの仕事なので？―――』(2021年、妹ちゃん[65])

## ディスコグラフィ

### キャラクターソング
| 発売日   | 商品名                                                                        | 歌 | 楽曲                                                                                              | 備考                                                                   |
| 2013年   | 2013年                                                                        | 2013年 | 2013年                                                                                            | 2013年                                                                 |
| -------- | ----------------------------------------------------------------------------- | --- | ------------------------------------------------------------------------------------------------- | ---------------------------------------------------------------------- |
| 4月24日  | THE IDOLM@STER LIVE THE@TER PERFORMANCE 01 Thank You!                         | 765 MILLIONSTARS | 「Thank You!」                                                                                    | ゲーム『アイドルマスター ミリオンライブ！』テーマソング                |
| 4月24日  | THE IDOLM@STER LIVE THE@TER PERFORMANCE 01 Thank You!                         | 765THEATER ALLSTARS | 「Thank You!」                                                                                    | ゲーム『アイドルマスター ミリオンライブ！』テーマソング                |
| 2014年   |                                                                               | |                                                                                                   |                                                                        |
| 4月30日  | THE IDOLM@STER LIVE THE@TER PERFORMANCE 13                                    | 野々原茜（小笠原早紀） | 「Heart♡・デイズ・Night☆」                                                                        | ゲーム『アイドルマスター ミリオンライブ！』関連曲                      |
| 4月30日  | THE IDOLM@STER LIVE THE@TER PERFORMANCE 13                                    | 双海亜美（下田麻美）、永吉昴（斉藤佑圭）、野々原茜（小笠原早紀）、馬場このみ（高橋未奈美） | 「Bigバルーン◎」                                                                                  | ゲーム『アイドルマスター ミリオンライブ！』関連曲                      |
| 9月24日  | THE IDOLM@STER LIVE THE@TER HARMONY 03                                        | クレシェンドブルー | 「Shooting stars」 「welcome!!」                                                                  | ゲーム『アイドルマスター ミリオンライブ！』関連曲                      |
| 9月24日  | THE IDOLM@STER LIVE THE@TER HARMONY 03                                        | 野々原茜（小笠原早紀） | 「プリティ〜〜〜ッ→ニャンニャンッ！」                                                             | ゲーム『アイドルマスター ミリオンライブ！』関連曲                      |
| 2015年   |                                                                               | |                                                                                                   |                                                                        |
| 2月25日  | 魔法科高校の劣等生 横浜騒乱編1 BD・DVD特典CD                                  | 中条あずさ（小笠原早紀）、市原鈴音（中原麻衣） | 「MAGICAL∞LESSON」                                                                                | テレビアニメ『魔法科高校の劣等生』関連曲                               |
| 9月30日  | THE IDOLM@STER LIVE THE@TER DREAMERS 01 Dreaming!                             | MILLION ALLSTARS | 「Welcome!!」                                                                                     | ゲーム『アイドルマスター ミリオンライブ！』関連曲                      |
| 2016年   |                                                                               | |                                                                                                   |                                                                        |
| 1月27日  | THE IDOLM@STER LIVE THE@TER DREAMERS 05                                       | 木下ひなた（田村奈央）、四条貴音（原由実）、豊川風花（末柄里恵）、野々原茜（小笠原早紀）、双海亜美（下田麻美）、松田亜利沙（村川梨衣）、三浦あずさ（たかはし智秋）、百瀬莉緒（山口立花子）、横山奈緒（渡部優衣）、ロコ（中村温姫） | 「Dreaming!」                                                                                     | ゲーム『アイドルマスター ミリオンライブ！』関連曲                      |
| 1月27日  | THE IDOLM@STER LIVE THE@TER DREAMERS 05                                       | 野々原茜（小笠原早紀）、ロコ（中村温姫） | 「fruity love」                                                                                   | ゲーム『アイドルマスター ミリオンライブ！』関連曲                      |
| 1月30日  | THE IDOLM@STER LIVE THE@TER SOLO COLLECTION Vo.03 Dance Edition               | 野々原茜（小笠原早紀） | 「Shooting Stars」                                                                                | ゲーム『アイドルマスター ミリオンライブ！』関連曲                      |
| 3月25日  | Wake Up, Best!2                                                               | なまはげーず | 「無限大ILLUSION」                                                                                | 劇場アニメ『Wake Up, Girls! Beyond the Bottom』挿入歌                  |
| 7月13日  | アイドルマスター ミリオンライブ！ 第4巻 特別版 オリジナルCD                   | 最上静香（田所あずさ）、北上麗花（平山笑美）、北沢志保（雨宮天）、野々原茜（小笠原早紀）、箱崎星梨花（麻倉もも） | 「Flooding」                                                                                      | 漫画『アイドルマスター ミリオンライブ！』関連曲                        |
| 2017年   |                                                                               | |                                                                                                   |                                                                        |
| 2月15日  | THE IDOLM@STER LIVE THE@TER FORWARD 03 Starlight Melody                       | アリエス | 「Sweet Sweet Soul」                                                                              | ゲーム『アイドルマスター ミリオンライブ！』関連曲                      |
| 2月15日  | THE IDOLM@STER LIVE THE@TER FORWARD 03 Starlight Melody                       | Starlight Melody | 「Starry Melody」                                                                                 | ゲーム『アイドルマスター ミリオンライブ！』関連曲                      |
| 3月9日   | THE IDOLM@STER LIVE THE@TER SOLO COLLECTION 04 Starlight Theater              | 野々原茜（小笠原早紀） | 「Sweet Sweet Soul」                                                                              | ゲーム『アイドルマスター ミリオンライブ！』関連曲                      |
| 7月26日  | THE IDOLM@STER MILLION THE@TER GENERATION 01 Brand New Theater!               | 765 MILLION ALLSTARS | 「Brand New Theater!」                                                                            | ゲーム『アイドルマスター ミリオンライブ！ シアターデイズ』テーマソング |
| 7月26日  | THE IDOLM@STER MILLION THE@TER GENERATION 01 Brand New Theater!               | 765 MILLION ALLSTARS | 「Dreaming!」                                                                                     | ゲーム『アイドルマスター ミリオンライブ！ シアターデイズ』関連曲       |
| 12月6日  | THE IDOLM@STER MILLION LIVE! M@STER SPARKLE 04                                | 野々原茜（小笠原早紀） | 「AIKANE?」                                                                                       | ゲーム『アイドルマスター ミリオンライブ！ シアターデイズ』関連曲       |
| 12月27日 | THE IDOLM@STER MILLION THE@TER GENERATION 03 エンジェルスターズ               | エンジェルスターズ | 「Brand New Theater!」                                                                            | ゲーム『アイドルマスター ミリオンライブ！ シアターデイズ』関連曲       |
| 2018年   |                                                                               | |                                                                                                   |                                                                        |
| 3月28日  | Wake Up, Best!3                                                               | なまはげーず | 「無限大ILLUSION 2017」                                                                           | テレビアニメ『Wake Up, Girls! 新章』挿入歌                             |
| 4月4日   | THE IDOLM@STER MILLION LIVE! M@STER SPARKLE 08                                | 765 MILLION ALLSTARS | 「Brand New Theater!」                                                                            | ゲーム『アイドルマスター ミリオンライブ！ シアターデイズ』関連曲       |
| 6月1日   | THE IDOLM@STER LIVE THE@TER SOLO COLLECTION 06 エンジェルスターズ             | 野々原茜（小笠原早紀） | 「Bigバルーン◎」                                                                                  | ゲーム『アイドルマスター ミリオンライブ！』関連曲                      |
| 8月29日  | THE IDOLM@STER MILLION THE@TER GENERATION 11 UNION!!                          | 765 MILLION ALLSTARS | 「UNION!!」 「Welcome!!」                                                                         | ゲーム『アイドルマスター ミリオンライブ！ シアターデイズ』関連曲       |
| 2019年   |                                                                               | |                                                                                                   |                                                                        |
| 1月30日  | THE IDOLM@STER MILLION THE@TER GENERATION 13 りるきゃん 〜3 little candy〜    | りるきゃん 〜3 little candy〜 | 「ハルマチ女子」 「彼氏になってよ。」                                                             | ゲーム『アイドルマスター ミリオンライブ！ シアターデイズ』関連曲       |
| 4月26日  | THE IDOLM@STER THE@TER SOLO COLLECTION 07 ANGEL STARS                         | 野々原茜（小笠原早紀） | 「fruity love」                                                                                   | ゲーム『アイドルマスター ミリオンライブ！』関連曲                      |
| 6月27日  | アイドルマスター ミリオンライブ！ Blooming Clover 第5巻限定版 オリジナルCD    | 野々原茜（小笠原早紀）、白石紬（南早紀） | 「キラメキラリ」                                                                                  | 漫画『アイドルマスター ミリオンライブ！ Blooming Clover』関連曲        |
| 7月24日  | THE IDOLM@STER MILLION THE@TER WAVE 01 Flyers!!!                              | 765 MILLION ALLSTARS | 「Flyers!!!」                                                                                     | ゲーム『アイドルマスター ミリオンライブ！ シアターデイズ』関連曲       |
| 7月24日  | THE IDOLM@STER MILLION THE@TER WAVE 01 Flyers!!!                              | ジェネシス×ネメシス | 「Justice OR Voice」                                                                              | ゲーム『アイドルマスター ミリオンライブ！ シアターデイズ』関連曲       |
| 2020年   |                                                                               | |                                                                                                   |                                                                        |
| 7月29日  | THE IDOLM@STER THE@TER CHALLENGE 03                                           | 野々原茜（小笠原早紀）、島原エレナ（角元明日香）、桜守歌織（香里有佐）、二階堂千鶴（野村香菜子）、北沢志保（雨宮天） | 「クルリウタ」 「DIAMOND DAYS」                                                                   | ゲーム『アイドルマスター ミリオンライブ！ シアターデイズ』関連曲       |
| 8月26日  | THE IDOLM@STER MILLION THE@TER WAVE 10 Glow Map                               | 765 MILLION ALLSTARS | 「Glow Map」                                                                                      | ゲーム『アイドルマスター ミリオンライブ！ シアターデイズ』関連曲       |
| 2021年   |                                                                               | |                                                                                                   |                                                                        |
| 2月24日  | THE IDOLM@STER MILLION THE@TER WAVE 14 TRICK&TREAT                            | TRICK&TREAT | 「Black★Party」 「フシギトラベラー」                                                              | ゲーム『アイドルマスター ミリオンライブ！ シアターデイズ』関連曲       |
| 5月22日  | THE IDOLM@STER LIVE THE@TER SOLO COLLECTION 08 Angel Stars                    | 野々原茜（小笠原早紀） | 「Starry Melody」                                                                                 | ゲーム『アイドルマスター ミリオンライブ！ シアターデイズ』関連曲       |
| 7月28日  | THE IDOLM@STER MILLION THE@TER SEASON Harmony 4 You                           | 765 MILLION ALLSTARS | 「Harmony 4 You」                                                                                 | ゲーム『アイドルマスター ミリオンライブ！ シアターデイズ』関連曲       |
| 7月28日  | THE IDOLM@STER MILLION THE@TER SEASON Harmony 4 You                           | エンジェルスターズ | 「EVERYDAY STARS!!」                                                                              | ゲーム『アイドルマスター ミリオンライブ！ シアターデイズ』関連曲       |
| 9月29日  | THE IDOLM@STER MILLION LIVE! M@STER SPARKLE2 01                               | 野々原茜（小笠原早紀） | 「K・A・W・A・I・I of the WORLD!」                                                                | ゲーム『アイドルマスター ミリオンライブ！ シアターデイズ』関連曲       |
| 2022年   |                                                                               | |                                                                                                   |                                                                        |
| 2月12日  | THE IDOLM@STER LIVE THE@TER SOLO COLLECTION 09 Angel Stars                    | 野々原茜（小笠原早紀） | 「フシギトラベラー」                                                                              | ゲーム『アイドルマスター ミリオンライブ！ シアターデイズ』関連曲       |
| 3月16日  | THE IDOLM@STER MILLION THE@TER VARIETY 01                                     | 所恵美（藤井ゆきよ）、春日未来（山崎はるか）、高山紗代子（駒形友梨）、望月杏奈（夏川椎菜）、野々原茜（小笠原早紀） | 「ショコラブル＊イブ」                                                                            | ゲーム『アイドルマスター ミリオンライブ！ シアターデイズ』関連曲       |
| 7月27日  | THE IDOLM@STER MILLION THE@TER SEASON 夢にかけるRainbow                       | 765 MILLION ALLSTARS | 「夢にかけるRainbow」                                                                             | ゲーム『アイドルマスター ミリオンライブ！ シアターデイズ』関連曲       |
| 7月27日  | THE IDOLM@STER MILLION THE@TER SEASON 夢にかけるRainbow                       | エンジェルスターズ | 「夢にかけるRainbow」                                                                             | ゲーム『アイドルマスター ミリオンライブ！ シアターデイズ』関連曲       |
| 10月26日 | THE IDOLM@STER MILLION THE@TER SEASON SHADE OF SPADE                          | SHADE OF SPADE | 「ESPADA」 「Harmony 4 You」                                                                      | ゲーム『アイドルマスター ミリオンライブ！ シアターデイズ』関連曲       |
| 10月26日 | THE IDOLM@STER MILLION THE@TER SEASON SHADE OF SPADE                          | 白石紬（南早紀）、我那覇響（沼倉愛美）、豊川風花（末柄里恵）、野々原茜（小笠原早紀） | 「KING of SPADE」                                                                                 | ゲーム『アイドルマスター ミリオンライブ！ シアターデイズ』関連曲       |
| 12月14日 | THE IDOLM@STER MILLION THE@TER VARIETY 02                                     | 765 MILLION ALLSTARS | 「Brand New Theater! 〜Brand New Year Ver.〜」                                                    | ゲーム『アイドルマスター ミリオンライブ！ シアターデイズ』関連曲       |
| 2023年   |                                                                               | |                                                                                                   |                                                                        |
| 1月14日  | THE IDOLM@STER LIVE THE@TER SOLO COLLECTION 11 Angel Stars                    | 野々原茜（小笠原早紀） | 「Flooding」                                                                                      | 漫画『アイドルマスター ミリオンライブ！』関連曲                        |
| 3月23日  | THE IDOLM@STER 765 MILLION ALLSTARS BEST                                      | 765 MILLION ALLSTARS | 「Thank You!（765 MILLION ALLSTARS ver.）」 「夢にかけるRainbow（Brand New Ver.）」 「Crossing!」 | ゲーム『アイドルマスター ミリオンライブ！ シアターデイズ』関連曲       |
| 3月23日  | THE IDOLM@STER LIVE THE@TER BEST                                              | Starlight Melody | 「Starry Melody（Brand New Ver.）」                                                               | ゲーム『アイドルマスター ミリオンライブ！ シアターデイズ』関連曲       |
| 4月22日  | THE IDOLM@STER LIVE THE@TER SOLO COLLECTION 12 Angel Stars                    | 野々原茜（小笠原早紀） | 「ハルマチ女子」                                                                                  | ゲーム『アイドルマスター ミリオンライブ！ シアターデイズ』関連曲       |
| 7月26日  | THE IDOLM@STER MILLION LIVE! グッドサイン                                     | 765 MILLION ALLSTARS | 「グッドサイン」                                                                                  | ゲーム『アイドルマスター ミリオンライブ！ シアターデイズ』関連曲       |
| 7月26日  | THE IDOLM@STER MILLION LIVE! グッドサイン                                     | エンジェルスターズ | 「グッドサイン」                                                                                  | ゲーム『アイドルマスター ミリオンライブ！ シアターデイズ』関連曲       |
| 8月23日  | THE IDOLM@STER MILLION ANIMATION THE@TER『Rat A Tat!!!』                      | MILLIONSTARS | 「Rat A Tat!!!」                                                                                  | テレビアニメ『アイドルマスター ミリオンライブ！』オープニングテーマ    |
| 8月23日  | THE IDOLM@STER MILLION ANIMATION THE@TER『Rat A Tat!!!』                      | MILLIONSTARS | 「セブンカウント」                                                                                | テレビアニメ『アイドルマスター ミリオンライブ！』イメージソング        |
| 10月25日 | THE IDOLM@STER MILLION ANIMATION THE@TER MILLIONSTARS Team5th『バトンタッチ』 | MILLIONSTARS Team5th | 「バトンタッチ」                                                                                  | テレビアニメ『アイドルマスター ミリオンライブ！』挿入歌                |
| 2024年   |                                                                               | |                                                                                                   |                                                                        |
| 2月21日  | THE IDOLM@STER MILLION ANIMATION THE@TER START THE DREAM                      | MILLIONSTARS | 「REFRAIN REL@TION」 「Brand New Theater!」                                                       | テレビアニメ『アイドルマスター ミリオンライブ！』挿入歌                |
| 2月21日  | THE IDOLM@STER MILLION ANIMATION THE@TER START THE DREAM                      | MILLIONSTARS | 「Thank You!（Acoustic ver.）」                                                                   | テレビアニメ『アイドルマスター ミリオンライブ！』挿入歌                |
| 2月23日  | アイドルマスター ミリオンライブ！ BD 特装版第2巻 特典CD                       | MILLIONSTARS Team5th | 「Rat A Tat!!!」                                                                                  | テレビアニメ『アイドルマスター ミリオンライブ！』関連曲                |
| 2月24日  | THE IDOLM@STER LIVE THE@TER SOLO COLLECTION 「REFRAIN REL@TION」 Angel Stars  | 野々原茜（小笠原早紀） | 「REFRAIN REL@TION」                                                                              | テレビアニメ『アイドルマスター ミリオンライブ！』関連曲                |
| 7⽉31⽇  | THE IDOLM@STER MILLION LIVE! 7Days A Week!!                                   | 765 MILLION ALLSTARS | 「7Days A Week!!」 「DIAMOND DAYS」                                                               | ゲーム『アイドルマスター ミリオンライブ！ シアターデイズ』関連曲       |
| 7⽉31⽇  | THE IDOLM@STER LIVE THE@TER SOLO COLLECTION 「DIAMOND DAYS」 ANGEL STARS      | 野々原茜（小笠原早紀） | 「DIAMOND DAYS」                                                                                  | ゲーム『アイドルマスター ミリオンライブ！ シアターデイズ』関連曲       |
| 8月28日  | THE IDOLM@STER MILLION MOVEMENT OF STARDOM ROAD 02 Upper Dog                  | 箱崎星梨花（麻倉もも）、天空橋朋花（小岩井ことり）、野々原 茜（小笠原早紀）、馬場このみ（髙橋ミナミ） | 「Upper Dog」                                                                                     | ゲーム『アイドルマスター ミリオンライブ！ シアターデイズ』関連曲       |

### シリーズ一覧
1. ↑  第1期（2014年）、第2期『新章』（2017年）
2. ↑  第2期『II』（2014年）、第5期『V』（2024年）
3. ↑  第1期（2014年）、第2期『来訪者編』（2020年）、第3期（2024年）
4. ↑  第1期（2015年）、第2期『#』（2016年）
5. ↑  第1期『妖精のドア』（2016年 - 2017年）、第2期『魔法の鏡』（2017年）、第3期『おしえて魔法のペンデュラム』（2018年）
6. ↑  第2期（2017年）、第3期（2018年）、第4期（2020年）、第5期（2021年）、第6期（2022年）、第7期（2024年）

### ユニットメンバー
1. 1 2  天海春香（中村繪里子）、春日未来（山崎はるか）、如月千早（今井麻美）、木下ひなた（田村奈央）、四条貴音（原由実）、ジュリア（愛美）、高山紗代子（駒形友梨）、田中琴葉（種田梨沙）、天空橋朋花（小岩井ことり）、箱崎星梨花（麻倉もも）、松田亜利沙（村川梨衣）、三浦あずさ（たかはし智秋）、水瀬伊織（釘宮理恵）、最上静香（田所あずさ）、望月杏奈（夏川椎菜）、矢吹可奈（木戸衣吹）、エミリー スチュアート（郁原ゆう）、大神環（稲川英里）、我那覇響（沼倉愛美）、菊地真（平田宏美）、北上麗花（平山笑美）、高坂海美（上田麗奈）、佐竹美奈子（大関英里）、島原エレナ（角元明日香）、高槻やよい（仁後真耶子）、永吉昴（斉藤佑圭）、野々原茜（小笠原早紀）、馬場このみ（髙橋ミナミ）、福田のり子（浜崎奈々）、舞浜歩（戸田めぐみ）、真壁瑞希（阿部里果）、百瀬莉緒（山口立花子）、横山奈緒（渡部優衣）、秋月律子（若林直美）、伊吹翼（Machico）、北沢志保（雨宮天）、篠宮可憐（近藤唯）、周防桃子（渡部恵子）、徳川まつり（諏訪彩花）、所恵美（藤井ゆきよ）、豊川風花（末柄里恵）、中谷育（原嶋あかり）、七尾百合子（伊藤美来）、二階堂千鶴（野村香菜子）、萩原雪歩（浅倉杏美）、ロコ（中村温姫）、双海亜美 / 真美（下田麻美）、星井美希（長谷川明子）、宮尾美也（桐谷蝶々）
2. 1 2  春日未来（山崎はるか）、木下ひなた（田村奈央）、ジュリア（愛美）、高山紗代子（駒形友梨）、田中琴葉（種田梨沙）、天空橋朋花（小岩井ことり）、箱崎星梨花（麻倉もも）、松田亜利沙（村川梨衣）、最上静香（田所あずさ）、望月杏奈（夏川椎菜）、矢吹可奈（木戸衣吹）、エミリー スチュアート（郁原ゆう）、大神環（稲川英里）、北上麗花（平山笑美）、高坂海美（上田麗奈）、佐竹美奈子（大関英里）、島原エレナ（角元明日香）、永吉昴（斉藤佑圭）、野々原茜（小笠原早紀）、馬場このみ（髙橋ミナミ）、福田のり子（浜崎奈々）、舞浜歩（戸田めぐみ）、真壁瑞希（阿部里果）、百瀬莉緒（山口立花子）、横山奈緒（渡部優衣）、伊吹翼（Machico）、北沢志保（雨宮天）、篠宮可憐（近藤唯）、周防桃子（渡部恵子）、徳川まつり（諏訪彩花）、所恵美（藤井ゆきよ）、豊川風花（末柄里恵）、中谷育（原嶋あかり）、七尾百合子（伊藤美来）、二階堂千鶴（野村香菜子）、ロコ（中村温姫）、宮尾美也（桐谷蝶々）
3. ↑  最上静香（田所あずさ）、北上麗花（平山笑美）、北沢志保（雨宮天）、野々原茜（小笠原早紀）、箱崎星梨花（麻倉もも）
4. 1 2  洞内愛、明石香織、小笠原早紀
5. ↑  大神環（稲川英里）、野々原茜（小笠原早紀）、箱崎星梨花（麻倉もも）
6. ↑  大神環（稲川英里）、春日未来（山崎はるか）、北沢志保（雨宮天）、高坂海美（上田麗奈）、周防桃子（渡部恵子）、徳川まつり（諏訪彩花）、豊川風花（末柄里恵）、野々原茜（小笠原早紀）、箱崎星梨花（麻倉もも）、馬場このみ（高橋未奈美）、松田亜利沙（村川梨衣）、宮尾美也（桐谷蝶々）
7. ↑  天海春香（中村繪里子）、如月千早（今井麻美）、星井美希（長谷川明子）、萩原雪歩（浅倉杏美）、高槻やよい（仁後真耶子）、菊地真（平田宏美）、水瀬伊織（釘宮理恵）、四条貴音（原由実）、秋月律子（若林直美）、三浦あずさ（たかはし智秋）、双海亜美 / 真美（下田麻美）、我那覇響（沼倉愛美）、春日未来（山崎はるか）、最上静香（田所あずさ）、伊吹翼（Machico）、島原エレナ（角元明日香）、佐竹美奈子（大関英里）、所恵美（藤井ゆきよ）、徳川まつり（諏訪彩花）、箱崎星梨花（麻倉もも）、野々原茜（小笠原早紀）、望月杏奈（夏川椎菜）、ロコ（中村温姫）、七尾百合子（伊藤美来）、高山紗代子（駒形友梨）、松田亜利沙（村川梨衣）、高坂海美（上田麗奈）、中谷育（原嶋あかり）、天空橋朋花（小岩井ことり）、エミリー スチュアート（郁原ゆう）、北沢志保（雨宮天）、舞浜歩（戸田めぐみ）、木下ひなた（田村奈央）、矢吹可奈（木戸衣吹）、横山奈緒（渡部優衣）、二階堂千鶴（野村香菜子）、馬場このみ（髙橋ミナミ）、大神環（稲川英里）、豊川風花（末柄里恵）、宮尾美也（桐谷蝶々）、福田のり子（浜崎奈々）、真壁瑞希（阿部里果）、篠宮可憐（近藤唯）、百瀬莉緒（山口立花子）、永吉昴（斉藤佑圭）、北上麗花（平山笑美）、周防桃子（渡部恵子）、ジュリア（愛美）、白石紬（南早紀）、桜守歌織（香里有佐）
8. 1 2 3 4 5 6 7 8 9 10  天海春香（中村繪里子）、如月千早（今井麻美）、星井美希（長谷川明子）、萩原雪歩（浅倉杏美）、高槻やよい（仁後真耶子）、菊地真（平田宏美）、水瀬伊織（釘宮理恵）、四条貴音（原由実）、秋月律子（若林直美）、三浦あずさ（たかはし智秋）、双海亜美 / 真美（下田麻美）、我那覇響（沼倉愛美）、春日未来（山崎はるか）、最上静香（田所あずさ）、伊吹翼（Machico）、田中琴葉（種田梨沙）、島原エレナ（角元明日香）、佐竹美奈子（大関英里）、所恵美（藤井ゆきよ）、徳川まつり（諏訪彩花）、箱崎星梨花（麻倉もも）、野々原茜（小笠原早紀）、望月杏奈（夏川椎菜）、ロコ（中村温姫）、七尾百合子（伊藤美来）、高山紗代子（駒形友梨）、松田亜利沙（村川梨衣）、高坂海美（上田麗奈）、中谷育（原嶋あかり）、天空橋朋花（小岩井ことり）、エミリー スチュアート（郁原ゆう）、北沢志保（雨宮天）、舞浜歩（戸田めぐみ）、木下ひなた（田村奈央）、矢吹可奈（木戸衣吹）、横山奈緒（渡部優衣）、二階堂千鶴（野村香菜子）、馬場このみ（髙橋ミナミ）、大神環（稲川英里）、豊川風花（末柄里恵）、宮尾美也（桐谷蝶々）、福田のり子（浜崎奈々）、真壁瑞希（阿部里果）、篠宮可憐（近藤唯）、百瀬莉緒（山口立花子）、永吉昴（斉藤佑圭）、北上麗花（平山笑美）、周防桃子（渡部恵子）、ジュリア（愛美）、白石紬（南早紀）、桜守歌織（香里有佐）
9. ↑  星井美希（長谷川明子）、高槻やよい（仁後真耶子）、双海亜美 / 真美（下田麻美）、三浦あずさ（たかはし智秋）、伊吹翼（Machico）、大神環（稲川英里）、北上麗花（平山笑美）、木下ひなた（田村奈央）、桜守歌織（香里有佐）、篠宮可憐（近藤唯）、島原エレナ（角元明日香）、豊川風花（末柄里恵）、野々原茜（小笠原早紀）、箱崎星梨花（麻倉もも）、馬場このみ（髙橋ミナミ）、宮尾美也（桐谷蝶々）、望月杏奈（夏川椎菜）
10. ↑  篠宮可憐（近藤唯）、野々原茜（小笠原早紀）、伊吹翼（Machico）
11. ↑  白石紬（南早紀）、桜守歌織（香里有佐）、ジュリア（愛美）、菊地真（平田宏美）、野々原茜（小笠原早紀）
12. ↑  北上麗花（平山笑美）、野々原茜（小笠原早紀）
13. 1 2  伊吹翼（Machico）、大神環（稲川英里）、北上麗花（平山笑美）、木下ひなた（田村奈央）、桜守歌織（香里有佐）、篠宮可憐（近藤唯）、島原エレナ（角元明日香）、豊川風花（末柄里恵）、野々原茜（小笠原早紀）、箱崎星梨花（麻倉もも）、馬場このみ（髙橋ミナミ）、宮尾美也（桐谷蝶々）、望月杏奈（夏川椎菜）
14. ↑  天海春香（中村繪里子）、如月千早（今井麻美）、星井美希（長谷川明子）、萩原雪歩（浅倉杏美）、高槻やよい（仁後真耶子）、菊地真（平田宏美）、水瀬伊織（釘宮理恵）、四条貴音（原由実）、秋月律子（若林直美）、三浦あずさ（たかはし智秋）、双海亜美 / 真美（下田麻美）、我那覇響（沼倉愛美）、春日未来（山崎はるか）、最上静香（田所あずさ）、伊吹翼（Machico）、田中琴葉（種田梨沙）、島原エレナ（角元明日香）、佐竹美奈子（大関英里）、所恵美（藤井ゆきよ）、徳川まつり（諏訪彩花）、箱崎星梨花（麻倉もも）、野々原茜（小笠原早紀）、望月杏奈（夏川椎菜）、ロコ（中村温姫）、七尾百合子（伊藤美来）、高山紗代子（駒形友梨）、松田亜利沙（村川梨衣）、高坂海美（上田麗奈）、中谷育（原嶋あかり）、天空橋朋花（小岩井ことり）、エミリー スチュアート（郁原ゆう）、北沢志保（雨宮天）、舞浜歩（戸田めぐみ）、矢吹可奈（木戸衣吹）、横山奈緒（渡部優衣）、二階堂千鶴（野村香菜子）、馬場このみ（髙橋ミナミ）、大神環（稲川英里）、豊川風花（末柄里恵）、宮尾美也（桐谷蝶々）、福田のり子（浜崎奈々）、真壁瑞希（阿部里果）、篠宮可憐（近藤唯）、百瀬莉緒（山口立花子）、永吉昴（斉藤佑圭）、北上麗花（平山笑美）、周防桃子（渡部恵子）、ジュリア（愛美）、白石紬（南早紀）、桜守歌織（香里有佐）
15. ↑  星井美希（長谷川明子）、高槻やよい（仁後真耶子）、双海亜美 / 真美（下田麻美）、三浦あずさ（たかはし智秋）、伊吹翼（Machico）、大神環（稲川英里）、北上麗花（平山笑美）、桜守歌織（香里有佐）、篠宮可憐（近藤唯）、島原エレナ（角元明日香）、豊川風花（末柄里恵）、野々原茜（小笠原早紀）、箱崎星梨花（麻倉もも）、馬場このみ（髙橋ミナミ）、宮尾美也（桐谷蝶々）、望月杏奈（夏川椎菜）
16. ↑  星井美希（長谷川明子）、舞浜歩（戸田めぐみ）、最上静香（田所あずさ）、篠宮可憐（近藤唯）、中谷育（原嶋あかり）、永吉昴（斉藤佑圭）、双海亜美（下田麻美）、エミリー スチュアート（郁原ゆう）、北沢志保（雨宮天）、白石紬（南早紀）、我那覇響（沼倉愛美）、豊川風花（末柄里恵）、野々原茜（小笠原早紀）
17. ↑  大神環（稲川英里）、春日未来（山崎はるか）、北沢志保（雨宮天）、高坂海美（上田麗奈）、周防桃子（渡部恵子）、徳川まつり（諏訪彩花）、豊川風花（末柄里恵）、野々原茜（小笠原早紀）、箱崎星梨花（麻倉もも）、馬場このみ（高橋未奈美）、松田亜利沙（村川梨衣）、宮尾美也（桐谷蝶々）、田中琴葉（種田梨沙）
18. 1 2  春日未来（山崎はるか）、最上静香（田所あずさ）、伊吹翼（Machico）、田中琴葉（種田梨沙）、島原エレナ（角元明日香）、佐竹美奈子（大関英里）、所恵美（藤井ゆきよ）、徳川まつり（諏訪彩花）、箱崎星梨花（麻倉もも）、野々原茜（小笠原早紀）、望月杏奈（夏川椎菜）、ロコ（中村温姫）、七尾百合子（伊藤美来）、高山紗代子（駒形友梨）、松田亜利沙（村川梨衣）、高坂海美（上田麗奈）、中谷育（原嶋あかり）、天空橋朋花（小岩井ことり）、エミリー スチュアート（郁原ゆう）、北沢志保（雨宮天）、舞浜歩（戸田めぐみ）、木下ひなた（田村奈央）、矢吹可奈（木戸衣吹）、横山奈緒（渡部優衣）、二階堂千鶴（野村香菜子）、馬場このみ（髙橋ミナミ）、大神環（稲川英里）、豊川風花（末柄里恵）、宮尾美也（桐谷蝶々）、福田のり子（浜崎奈々）、真壁瑞希（阿部里果）、篠宮可憐（近藤唯）、百瀬莉緒（山口立花子）、永吉昴（斉藤佑圭）、北上麗花（平山笑美）、周防桃子（渡部恵子）、ジュリア（愛美）、白石紬（南早紀）、桜守歌織（香里有佐）
19. 1 2  高山紗代子（駒形友梨）、中谷育（原嶋あかり）、野々原茜（小笠原早紀）、箱崎星梨花（麻倉もも）、宮尾美也（桐谷蝶々）